# Gypsonictops
Gypsonictops es un género extinto de mamíferos leptíctidos de la familia monotípica Gypsonictopidae, que fue descrita en 1927 por George Gaylord Simpson. Se trata de pequeños mamíferos prehistóricos, los primeros representantes del orden Leptictida, que aparecieron durante el Cretácico Superior, cuando los dinosaurios todavía dominaban el planeta.
Se piensa que se extinguieron antes de que el Cenozoico diera comienzo, pero existen indicios de que podrían haber sobrevivido hasta inicios del Paleoceno. Se han hallado fósiles en lugares tan dispares como Estados Unidos, Bélgica, o Uzbekistán.
Al igual que Cimolestes o Daulestes, es posible que tuvieran alguna relación distante con los Ungulatomorpha. Es uno de los pocos euterios que existieron en América del Norte durante el Campaniense, período en el cual los multituberculados y los metaterios eran los dominantes en el continente.

## Fisiología
Al igual que otros mamíferos prehistóricos del Cretácico superior en América del Norte, Gypsonictops tenía una dentición particular, con cinco premolares de doble raíz en el maxilar inferior, mientras que la gran mayoría de los mamíferos solamente poseían cuatro. Por otra parte, los cinco premolares también con un rasgo muy típico de los euterios más primitivos.
Del mismo modo que las especies del género Leptictidium, el premolar P4 se encontraba muy molarizado, lo cual provocó confusión al analizar un ejemplar de G. petersoni entre la P4 y el molar M1. Finalmente, se descubrió que el P4 era un premolar carente de paracónido.
Se sabe que los Gypsonictops eran euterios y que podrían ser placentarios, pues muestran características muy típicas de estos animales, aunque pertenecen al grupo Leptictida, que incluye a algunos de los pocos euterios no placentarios que existen. Además, la línea entre euterios placentarios y no placentarios es muy delgada, por lo que la clasificación del Gypsonictops con precisión es una tarea harto complicada.

## Taxonomía
El género Gypsonictops se clasificó, en un primer momento, dentro de la familia Leptictidae, por Simpson, junto con todos los Leptictida de América del Norte. Esta clasificación se mantuvo hasta 1967, año en el que Leigh Van Valen creó la familia Gypsonictopidae para este género especialmente. En 1997, Malcolm C. McKenna y Susan K. Bell sugirieron la posibilidad de que esta familia contuviese hasta siete géneros distintos, pero los documentos publicados desde entonces han mostrado un alto grado de escepticismo sobre la propuesta.

## Especies

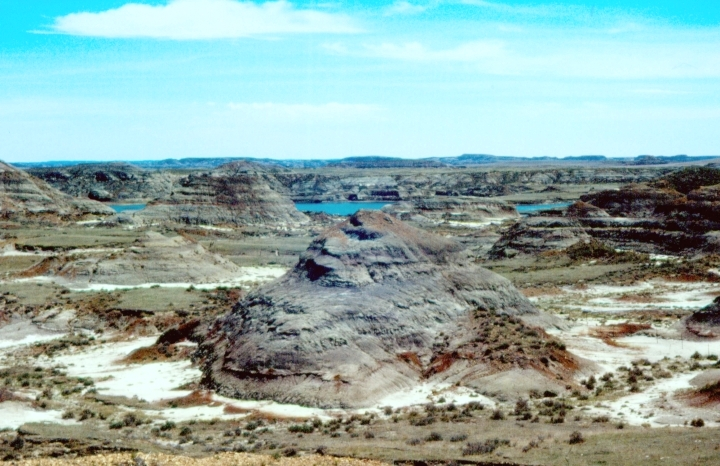
Formación de Hell Creek, Montana. En este lugar se han hallado diversas especies de Gypsonictops.

El género Gypsonictops contiene seis especies:

### Gypsonictops clemensi
Descrita por J. K. Rigby y D. L. Wolberg en 1987. Habitó en el planeta durante los períodos Campaniense y Maastrichtiense. Su descripción se hizo a partir de un molar M3 hallado en Nuevo México. El nombre de la especie está dedicado al paleontólogo estadounidense William Alvin Clemens.

### Gypsonictops dormaalensis
Descrita por G. E. Quinet en 1964. El nombre de la especie hace referencia a la población belga de Dormaal, ciudad en la cual existe un importante yacimiento fosilífero en el que se han encontrado, entre otros, fósiles de G. dormaalensis.

### Gypsonictops hypoconus
Descrita por G. G. Simpson en 1927. Vivió durante los períodos Campaniense y Maastrichtiense, y se han encontrado fósiles en la Formación Hell Creek y en otros yacimientos de los Estados Unidos. Cuando Simpson creó el género Gypsonictops para definir a esta especie, lo situó dentro de la familia Leptictidae, que entonces formaba parte del orden Insectivora, obsoleto en la actualidad. El nombre de la especie hace referencia a su hipocono, la cúspide menor de los dientes molares.

### Gypsonictops illuminatus
Descrita por J. A. Lillegraven en 1969. Pobló la Tierra durante el Maastrichtiense, y se han encontrado fósiles en la Formación Hell Creek, en los Estados Unidos, así como en diversos yacimientos paleontológicos de Canadá.

### Gypsonictops lewisi
Descrita por A. Sahni en 1972. Vivió durante el Campaniense. Se han hallado fósiles de la especie en la Formación de Judith River, Montana. G. lewisi es una de las especies con más características típicas de los placentarios del género, como la fusión de un pequeño metacónido con un protocónido largo, o un pequeño talónido con dos cúspides. Por otra parte, los premolares superiores no están tan molarizados como en otras especies del género. Por lo general solían pesar sobre los cincuenta gramos. El nombre de la especie está dedicado al Capitán Meriwether Lewis, un célebre explorador estadounidense.

### Gypsonictops petersoni
Descrita en 1929 por G. G. Simpson, quien nombró a la especie Euangelistes petersoni y la clasificó erróneamente dentro de la infraclase Marsupialia. Se sabe con certeza que habitaron el planeta durante el Maastrichtiense, pero es posible que pudieran haber sobrevivido a la extinción masiva del Cretácico-Terciario y vivir hasta el Deniense. El holotipo de esta especie se encuentra en el Carnegie Museum of Natural History y se trata de un maxilar inferior que había quedado bastante dañado. Otro ejemplar, conservado en la Universidad Yale, ha sido descrito con hasta cinco nombres diferentes. Por si no había ya suficiente polémica respecto al tema, en 1973, Clemens afirmó que G. petersoni se trataba de la misma especie que G. hypoconus.